# Mieczysław Smoleń
Mieczysław Smoleń (ur. 1944) – polski historyk, doktor habilitowany. Profesor  Uniwersytetu Jagiellońskiego. Zastępca dyrektora do spraw studenckich w Instytucie Rosji i Europy Wschodniej UJ. Kierownik Zakładu Historii i Myśli Politycznej Rosji w Instytucie Rosji i Europy Wschodniej UJ.
Członek Komisji Kultury Słowian Polskiej Akademii Umiejętności. Członek Komitetu Naukowego serii: Encyklopedia Białych Plam.
Ponadto pracuje w Instytucie Filologii (w Zakładzie Rosjoznawstwa) w Państwowej Wyższej Szkole Zawodowej w Oświęcimiu.
Wieloletni opiekun Koła Naukowego Studentów Rosjoznawstwa UJ i zasłużony patron studenckiego ruchu naukowego związanego z badaniami rosjoznawczymi. Redaktor naukowy serii „Studenckich Zeszytów Rosjoznawstwa”.

## Zainteresowania badawcze
Zainteresowania badawcze dotyczą historii Rosji XIX i XX wieku i obejmują: stosunki wewnętrzne, społeczne i ekonomiczne oraz politykę zagraniczną Rosji i ZSRR; źródła rosyjskiego radykalizmu społecznego w przedrewolucyjnej Rosji; przebieg „Rewolucji Rosyjskiej”; ewolucję ustroju ZSRR w latach 20. i 30. XX wieku (leninizm, stalinizm); stalinizm jako „realny socjalizm”.

## Dorobek naukowy
W dorobku naukowym posiada: 6 monografii, 81 artykułów, 83 hasła encyklopedyczne.

## Najważniejsze publikacje
Monografie:
- Działalność polityczna Aleksandra Lednickiego w Rosji w latach 1905–1918, Kraków 1980;
- Kwestia agrarna w polityce rosyjskiej Partii Socjalistów-Rewolucjonistów w latach 1901–1908, Kraków 1989;
- Podwójna gra Azefa. Z dziejów prowokacji carskiej ochrany, Kraków 1991;
- Stracone dekady. Historia ZSRR 1917–1991, Warszawa-Kraków 1994;
- Rosyjska inteligencja liberalna i radykalna w XIX i na początku XX wieku, Kraków 2010.

Wybrane artykuły:
- Przedstawicielstwo Rady Regencyjnej w Moskwie, Studia Historyczne, nr 2, Kraków 1989;
- Rok 1917 w Rosji, East European Studies, nr 3, Seoul 1994 (w języku koreańskim);
- The First Congress of the Russian Socialist-Revolutionary Party, East European Studies, nr 4, Seoul 1995;
- Pacyfik – region XXI wieku, Arka, nr 57(3), Kraków 1995;
- Walka o pokojowe zjednoczenie państw koreańskich, Prace z Edukacji Obronnej WSP, Wydawnictwo Naukowe WSP, Kraków 1999;
- Cerkiew Rosyjska w latach 1917–1927, Poprzez stulecia, Księga pamiątkowa ofiarowana Profesorowi Antoniemu Podrazie w 80. rocznicę Jego urodzin, Kraków 2000;
- Początki sądownictwa „ludowego” na Ukrainie radzieckiej, Z dziejów Europy Środkowo-Wschodniej, Białystok 1995;
- Wymiana terytoriów między Polską a ZSRR w 1951 r., [w:] Związek Radziecki wobec krajów Europy Środkowej i Wschodniej 1920–1991, Kraków 2004;
- Obwód Kaliningradzki po rozszerzeniu Unii Europejskiej, [w:] Międzynarodowe implikacje procesu integracji europejskiej dla Polski i Niemiec, Kraków 2004.